# Стефурак Степан Степанович
Степа́н Степа́нович Стефура́к (4 серпня 1995, с. Топорівці, Україна — 22 вересня 2014, біля селища Піски, Україна) — український студент, військовик, боєць 5-го Окремого батальйону Добровольчого українського корпусу. Один з наймолодших бійців ДУК.

## Життєпис
Степан Степанович Стефурак народився 4 серпня 1995 року в с. Топорівці Городенківського району Івано-Франківської області, Україна.
Навчався в Тернопільському національному технічному університеті на факультеті економіки та підприємницької діяльності (третій курс). Брав активну участь у Революції гідності.
Навесні 2014 року пішов добровольцем на схід України. Загинув 22 вересня 2014 року в бою з російськими збройними формуваннями біля Пісків у Ясинуватському районі під Донецьком під час мінометного обстрілу.
Похований у селі Топорівці.

## Сім'я
Без Віктора лишились мама і троє братів.
- брат Василь Стефурак — командир роти 28-ї окремої механізованої бригади імені Лицарів Зимового Походу, повернувся в Україну з полону 31 січня 2024 року. У лютому 2015 року поранений під час виходу з Дебальцевого. Після лікування вступив до Академії сухопутних військ імені Петра Сагайдачного, а по закінченні — повернувся на війну у званні старшого лейтенанта[1]
- батько Степан — воював у складі 10-ї окремої гірсько-штурмової бригади «Едельвейс» з 25 вересня 2015 року після загибелі сина[1]

## Нагороди
- Орден «Народний Герой України» (16.12.2017, посмертно)[2][3]
- Нагрудний знак «За оборону Донецького аеропорту» (посмертно);
- У 2021 році нагороджений орденом «За мужність» III ступеня (посмертно)[4]

## Вшанування пам'яті
- 30 жовтня 2014 року в Тернопільському національному технічному університеті відкрили пам'ятну дошку на аудиторії, яка тепер має назву «Аудиторія імені Степана Стефурака».
- 9 січня 2015 року в рідних Топорівцях на Івано-Франківщині відкрили меморіальну дошку.[5]
- 13 жовтня 2015 на фасаді Тернопільського національного технічного університету відкрили меморіальну дошку.[6]
- 24 вересня 2014 року Володимир Ухач присвятив вірша Степанові Стефураку[7].
- У жовтні 2018 року в ТНТУ відкрили аудиторію імені Степана Стефурака[8].
- Його портрет розміщений на меморіалі «Стіна пам'яті полеглих за Україну» в Києві: секція 4, ряд 8, місце 19
- Вулиця, на якій проживав Степан, названа його ім'ям[1]